# Wonderland (album Erasure)
Wonderland – pierwszy album brytyjskiej grupy Erasure wydany w USA 1 maja 1986 r. przez wytwórnię Sire Records, zaś w Wielkiej Brytanii 2 czerwca 1986 r. przez wytwórnię Mute Records.

## Utwory z edycji w USA

### Strona A
1. Who Needs Love Like That
2. Reunion
3. Cry So Easy
4. Senseless
5. Heavenly Action

### Strona B
1. Say What
2. Love Is A Loser
3. March on Down the Line
4. My Heart... So Blue
5. Oh L’amour

### Ścieżki bonusowe
1. Who Needs Love Like That (The Love That Mix Version)
2. Oh L’amour (The Funky Sisters Remix)

## Utwory z edycji w Wielkiej Brytanii
W porównaniu z edycją ze Stanów Zjednoczonych, wersja wydana przez Mute Records zawiera na stronie B dodatkowy utwór - Pistol, a na stronie A utwór Push Me Shove Me. Umieszczony został w miejsce utworu Senseless, który z kolei został przeniesiony na stronę B w miejsce March on Down the Line. Zaś ten ostatni utwór trafił do ścieżek bonusowych w postaci remiksu.

### Strona A
1. Who Needs Love Like That
2. Reunion
3. Cry So Easy
4. Push Me Shove Me
5. Heavenly Action

### Strona B
1. Say What
2. Love Is A Loser
3. Senseless
4. My Heart... So Blue
5. Oh L’amour
6. Pistol

### Ścieżki bonusowe
1. Say What (remix)
2. March on Down the Line (remix)
3. Senseless (remix)

## Reedycja
4 lipca 2011 wydano reedycję dwóch pierwszych albumów zespołu Erasure. W przypadku albumu Wonderland był to komplet 3 płyt:
1. Wonderland CD - odświeżone utwory z oryginalnej edycji
2. Remiksy i odświeżone utwory ze strony B oraz z dodatków (CD)
3. DVD Live In Karlson, Szwecja - koncert nagrany 8 sierpnia 1986